# Akkaya, Dodurga
Akkaya là một xã thuộc huyện Dodurga, tỉnh Çorum, Thổ Nhĩ Kỳ. Dân số thời điểm năm 2010 là 338 người.